# Aloe trigona
Aloe trigona é uma espécie de liliopsida do gênero Aloe, pertencente à família Asphodelaceae.